# Dąbrowa (powiat starogardzki)
Dąbrowa – wieś kociewska w Polsce, położona w województwie pomorskim, w powiecie starogardzkim, w gminie Kaliska przy drodze krajowej nr 22.
W latach 1975–1998 miejscowość należała administracyjnie do województwa gdańskiego.